# Harāb
Harāb (persiska: هراب) är en ort i Iran.   Den ligger i provinsen Östazarbaijan, i den nordvästra delen av landet, 500 km nordväst om huvudstaden Teheran. Harāb ligger 2 302 meter över havet och antalet invånare är 276.
Terrängen runt Harāb är huvudsakligen kuperad, men åt sydväst är den bergig.Runt Harāb är det ganska glesbefolkat, med 43 invånare per kvadratkilometer. Närmaste större samhälle är Kargān-e Qadīm, 11,8 km nordost om Harāb. Trakten runt Harāb består i huvudsak av gräsmarker.